# 同級生 (2008年の映画)
『同級生』（どうきゅうせい）は、2008年公開の日本映画である。雑誌『JUNON』主催の「JUNON恋愛小説大賞」で第1回優秀賞を受賞した鹿目けい子の同名小説を実写映画化している。同日公開された、同作者の書き下ろし小説による映画『体育館ベイビー』と同じキャストとなっており、異なった物語でありつつも互いにリンクしている。

## ストーリー
高校3年生の柴原潤は競泳部に所属していたが、最後のインターハイに向けた予選でライバルの村井直樹に負けてしまう。予選終了直後、潤はプール内で意識を失ってしまい、病院へ搬送される。診察の結果、医師から心臓に過度な負荷がかかる運動は止めるように言われ、また競泳部の監督であり父親である保からは、水泳をあきらめて受験勉強に専念するように言われてしまう。決まっていた大学への推薦も取り消されて落ち込んでいた潤のもとへ、北海道在住で同じ誕生日、名前は同じく「ジュン」という見知らぬアドレスからのメールが届く。これがきっかけで、2人はメル友となり、お互いに励ましあっていく。ある日、病院へ行っていた潤は、車椅子に乗った少女・早川希実に声をかけられる。潤と同じ高校で競泳部の1年先輩だった彼女は、病気で留年し、今は潤と同じクラスメートとなっていたが、そのことを思い出せずに彼女を傷つけてしまう。ひょんなことから彼女の連絡係をつとめることになってしまう潤だったが、希実とは気があわないため、顔をあわせればいつも喧嘩になってしまう。そんな希実とのこと、水泳や受験のことなどいろいろな事柄・悩みをジュンとのメールに書く。そして、いつしかジュンは潤にとってかけがえのない存在となっていき、顔も知らないジュンに対して恋愛感情を抱いていく。

## キャスト
- 柴原潤：中村優一
- 早川希実：桐谷美玲
- 村井直樹：高橋優太
- 加藤翔一：久保翔
- 早川由紀：桜庭ななみ
- 飯島ひかり：川原真琴
- 藤沢誠：永井朋弥
- 矢田みちる：藤澤恵麻
- 柴原保：渡辺いっけい
- 入船加澄実
- 入江麻友子
- 山中敦史
- 佐藤仁
- 坪内守
- 並河一
- 春野恵
- 松本春樹
- 服部真樹
- 並樹史朗

## スタッフ
- 監督：深川栄洋
- 脚本：深川栄洋、鹿目けい子
- 原作：鹿目けい子
- 製作：大橋孝史、尾越浩文、奥出緑
- エグゼクティブプロデューサー：植田龍太郎
- プロデューサー：上野境介、棚橋裕之
- 制作担当：早川徹
- 助監督：水波圭太
- 撮影監督：安田光
- 編集：和田剛
- 美術：畠山和久

## 主題歌
- 「同級生」中村優一